# Eugenia ngadimaniana
Eugenia ngadimaniana là một loài thực vật thuộc họ Myrtaceae. Loài này có ở Malaysia và Singapore. Chúng hiện đang bị đe dọa vì mất môi trường sống.